# 組電池
組電池（くみでんち、assembled battery）は、同じ種類の単電池を複数個パックしたもの。パック電池とも呼ばれる。

## 概要
ニカド電池やニッケル水素電池などの二次電池が主に使用される。
電池は直結、又はニッケル板で接続され、熱収縮チューブや樹脂ケース（電池パック）でパックされ、機器との接続の為に、リード線やコネクター、タブ端子（組込用途）が結線されている。

## 形状
- S 配列

径方向に横に単列に並べた配列。
- W 配列

S 配列を複数列組合わせた配列。
（S 配列とW 配列を含めてF タイプと呼称される場合もある。）
- L 配列

軸方向に直線状に並べた配列。
- E 配列

L 配列を複数列組合わせた配列。